# Raphael Bretton
Raphael G. Bretton (* 7. Februar 1920 in Paris; † 20. November 2011) war ein französischer Szenenbildner.

## Leben
Bretton diente während des Zweiten Weltkriegs beim Office of Strategic Services (OSS) und wurde mit dem Croix de guerre und dem Distinguished Service Cross ausgezeichnet. Nach dem Kriegsende wurde er als technischer Berater für den Kriegsfilm O.S.S. mit Alan Ladd in der Hauptrolle nach Hollywood geholt. In den darauf folgenden Jahren war er als technischer Berater bei weiteren Spielfilmen tätig, darunter die Literaturverfilmung von Alexandre Dumas’ Die drei Musketiere von 1948. In den 1950er Jahren war er beim Fernsehsender NBC angestellt, wo er als Artdirector an Fernsehserien mit Gordon MacRae und Shirley Temple mitwirkte.
Sein erster Spielfilm als Szenenbildner war Robert Aldrichs Western Vier für Texas. Bereits für seinen dritten Spielfilm, Aldrichs Thriller Wiegenlied für eine Leiche wurde er für den Oscar nominiert. Er erhielt die Auszeichnung 1970 für seine Mitarbeit am Musical Hello, Dolly!. In den 1970er Jahren wurde er zwei weitere Male für den Oscar nominiert, und zwar für die Katastrophenfilme Die Höllenfahrt der Poseidon und Flammendes Inferno. Sein letzter Spielfilm war die Verfilmung von Clive Cusslers Roman Hebt die Titanic, nach einigen weiteren Fernsehproduktionen zog sich Bretton 1982 aus dem Showgeschäft zurück.

## Filmografie (Auswahl)
- 1947: Die Privataffären des Bel Ami (The Private Affairs of Bel Ami) (technischer Berater)
- 1948: Die drei Musketiere (The Three Musketeers)
- 1963: Vier für Texas (4 for Texas)
- 1964: Sieben gegen Chicago (Robin and the 7 Hoods)
- 1964: Wiegenlied für eine Leiche (Hush...Hush, Sweet Charlotte)
- 1965: Colonel von Ryans Express (Von Ryan's Express)
- 1966: Mollymauk, der Wunderknabe (Lord Love a Duck)
- 1966: Derek Flint schickt seine Leiche (Our Man Flint)
- 1967: Man nannte ihn Hombre (Hombre)
- 1967: Leitfaden für Seitensprünge (A Guide for the Married Man)
- 1967: Das Tal der Puppen (Valley of the Dolls)
- 1967: Man nannte ihn Hombre (Hombre)
- 1969: Alexandria – Treibhaus der Sünde (Justine)
- 1969: Hello, Dolly!
- 1970: Einst kommt der Tag… (On a Clear Day You Can See Forever)
- 1970: Die große weiße Hoffnung (The Great White Hope)
- 1972: Die Höllenfahrt der Poseidon (The Poseidon Adventure)
- 1973: Ein Zug für zwei Halunken (Emperor of the North)
- 1974: Flammendes Inferno (The Towering Inferno)
- 1975: Straßen der Nacht (Hustle)
- 1977: Inseln im Strom (Islands in the Stream)
- 1977: Das Domino Komplott (The Domino Principle)
- 1980: Hebt die Titanic (Raise the Titanic)

## Auszeichnungen
- 1965: Oscar-Nominierung für Wiegenlied für eine Leiche
- 1970: Oscar für Hello, Dolly!
- 1973: Oscar-Nominierung für Die Höllenfahrt der Poseidon
- 1975: Oscar-Nominierung für Flammendes Inferno